# Bernac, Tarn
Bernac là một xã thuộc tỉnh Tarn, vùng Occitanie ở miền nam nước Pháp. Xã này nằm ở khu vực có độ cao trung bình 174 mét trên mực nước biển.